# Mink
Mink ali nerc (znanstveno ime Neovison vison) je polvodna vrsta kune s temnorjavim kožuhom, razširjena po večjem delu Severne Amerike, od koder jo je človek zanesel v več delov Evrazije in Južne Amerike. Spada v skupino močvirskih podlasic, skupaj s severnoevropsko norko, ki ji je tako podoben, da ju je možno zanesljivo ločiti le po lobanjskih merah, čeprav je v povprečju nekoliko večji od nje. Razlikujeta se tudi po obarvanosti gobca – mink za razliko od norke običajno nima bele lise na zgornji ustnici, pri kakšni desetini osebkov pa se vendarle pojavi belina. Če torej žival nima bele zgornje ustnice, je zagotovo mink, obratno pa ne velja nujno.
Vrsto zaradi bogatega krzna gojijo na farmah in je najbolj množično gojena žival v ta namen na svetu. V ujetništvu se brez težav razmnožuje. Največji pridelovalci so Ljudska republika Kitajska, Danska, Poljska, Nizozemska in Združene države Amerike. S selekcioniranjem so vzredili minke s številnimi barvnimi odtenki krzna. Praksa je zaradi krutosti in množičnosti pogosto predmet kritike in tarča aktivistov za pravice živali.

## Telesne značilnosti
V divjini dosežejo 0,5 do 1,5 kg mase, samice so v povprečju rahlo težje. Samci merijo 34–54 cm v dolžino (brez repa), samice pa 30–45 cm. Rep je dolg do 20 cm. Rejeni samci minka lahko dosežejo 32 kg teže.
Bogato, bleščeče krzno teh po naravi rjavo in svilnato. Pri farmski vzreji lahko variira od bele do skoraj črne barve, kar se kaže pri britanskih divjih minkih. Njihovo krzno je globoke, bogato rjave, z belimi lisami na spodnjem delu ali brez njih. Sestavljeno je iz gladke, goste podlanke, prekrite s temnimi, sijajnimi, skoraj trdimi zaščitnimi dlakami.

## Razmnoževanje
Minki kažejo nenavaden pojav zapoznele implantacije. Čeprav dejansko obdobje brejosti traja približno en mesec, se lahko zarodek po oploditvi za določen čas neha razvijati, tako da lahko skotitve mine 5–10 tednov. Brejost običajno traja od 45 do 52 dni. Minki na leto povržejo le eno leglo. Običajno imajo od štiri do šest mladičev na leglo. Na krznarskih farmah so zabeležili legla z do 16 mladiči.

## Življenjska doba
Najdaljša življenjska doba minkov v ujetništvu je približno deset let, v divjini pa redko presega tri leta.

## Prehrana
Močvirske podlasice plenijo ribe in drugih vodne organizme, majhne sesalce, ptice in jajca; odrasle živali lahko jedo mladiče. Farmsko vzgojeni minki v glavnem jedo sir, jajca, ribe, meso in perutninske klavniške odpadke, pasjo hrano in puranja jetra ter pripravljeno komercialno hrano. Farma s 3000 minki lahko porabi dve toni hrane na dan.

## Plenilci
Naravni plenilci močvirskih podlasic so sove uharice, risi, lisice, kojoti, volkovi in ljudje. Kune pogosto lovijo, da bi zaščitili ribjo populacijo v jezerih in rekah, vendar zaradi tega postajajo ogrožene. Lovijo jih zaradi krzna (čeprav večina krzna na trgu prihaja iz krznarskih farm).

## Obvodne navade
Močvirske podlasice rade živijo v bližini vode in jih redko najdemo daleč stran od obrežij, jezer in močvirij. Tudi med klatenjem po navadi sledijo potokom in jarkom. Včasih v celoti zapustijo vodo za nekaj sto metrov, še posebej, če iščejo zajce, eno izmed svojih najljubših jedi. Ponekod, zlasti na Škotskem in na Islandiji, živijo ob morski obali. Če je na voljo primerna voda, včasih živijo v mestih. Žival je lahko prisotna ves čas, tudi ko so v bližini ljudje.

## Teritorij
Minki so zelo teritorialne živali. Samec minka na svojem ozemlju ne bo prenašal drugega samca, do samic pa se zdijo bolj tolerantni. Na splošno so teritoriji samcev in samic živali ločeni, vendar se lahko območje samice včasih prekriva z območjem samca. Zelo redko je lahko v celoti znotraj območja samca.
Teritoriji, ki so ponavadi dolgi in ozki, se raztezajo ob rečnih bregovih ali okoli robov jezer ali barja. So različne velikosti, vendar so lahko dolgi tudi več kilometrov. Teritoriji samic so manjša od teritorijev samcev.
Vsak teritorij ima eno ali dve osrednji območji, kjer mink preživi večino svojega časa. Osrednje območje je običajno povezano z dobro preskrbo s hrano, kot je ribnik, bogat z ribami, ali dober zajčji rov. Norka se lahko zadržuje na osrednjem območju, ki je lahko precej majhno, več zaporednih dni, lahko pa se odpravi tudi na konce svojega območja. Zdi se, da so ti izleti povezani z obrambo območja pred vsiljivci. Norka verjetno išče morebitne znake druge norke in pusti iztrebke (govno), ki nosi njen lastni vonj, da okrepi svojo teritorialno moč.

## Vzreja
Krzno minka (pogovorno: nerc) je zelo cenjeno za uporabo v oblačilih, lov pa je kmalu nadomestila farmska vzreja. Ravnanje z norkami na krznarskih farmah je v središču aktivizma na področju pravic in dobrobiti živali. Minki so v Evropi (vključno z Veliko Britanijo) in Južni Ameriki, potem ko so jih borci za zaščito živali izpuščali s farm ali drugače rešili iz ujetništva, oblikovali kolonije. V Združenem kraljestvu je po zakonu o naravi in podeželju iz leta 1981 spuščanje minkov v divjino nezakonito. V nekaterih državah je treba žive minke, ujete v past, humano usmrtiti.

### Stereotipija
Minke na farmah vzrejajo v baterijskih kletkah, vrsti mehke kovinske kletke, ki omejuje njihovo možnost premikanja. To pogosto povzroči stanje, imenovano stereotipija. To nenormalno, ponavljajoče se vedenje je posledica zadrževanja v ujetništvu in je podobno poslabšanju duševnega zdravja pri človeku. Opazili so tudi, da se stereotipije okrepijo ob prisotnosti ljudi.
Da bi pri minkih v ujetništvu odpraviti stereotipije, je kanadski Nacionalni svet za skrb za rejne živali uvedel predpise o vključevanju okoljskih obogatitev v njihove kletke. Obogatitve so opereseni dodatki ali novi predmeti za izboljšanje telesnega in duševnega zdravja živali. Izboljšave lahko pripomorejo k zmanjšanju pojavnosti stereotipij, vendar jih le redko zmanjšajo ali v celoti odpravijo. Za preprečevanje stereotipij in zagotavljanje dobrega počutja živali je zelo pomembno, da jih pustimo pri miru.

### Skrb za zdravje
Minki spadajo med živali, ki se lahko okužijo s koronavirusi. Prenos virusa z minkov na ljudi so prvič dokumentirali na Nizozemskem z genskim sledenjem, zaradi česar je vlada konec leta 2020 uvedla prepoved gojenja minkov, ki naj bi začela veljati leta 2024. Ministrstvo za kmetijstvo ZDA (USDA) je potrdilo, da so bili v Utahu avgusta 2020 zabeležili primere minkov, okuženih s Covidom-19.
Novembra 2020 je Danska, največja svetovna proizvajalka krzna minkov, sporočila, da bo odstranila populacijo od 15 do 17 milijonov minkov, da bi ustavila širjenje mutiranega seva virusa, ki je povezan s to vrsto. in je povzročil okužbo 12 ljudi.